# Ljóðaháttr
Der Ljóðaháttr ist ein altnordisches Versmaß, welches vor allem in der Spruch- und Merkdichtung der Lieder-Edda Verwendung findet. Eine Ljóðaháttrstrophe zeichnet sich durch die Kombination von Lang- und Vollzeilen aus.

## Etymologie
Ljóð bedeutet Strophe oder Lied und háttr ist eine Art und Weise, im Falle von Dichtung also als „Versmaß“ zu übersetzen. Daraus ergeben sich zwei mögliche Übersetzungen des Namens, „Strophenversmaß“ (nach See) und „Ton der Zauberlieder“ (nach Heusler). Generell geht man aber davon aus, dass die Ljóðaháttrstrophen nicht gesungen, sondern gesprochen worden sind. Der Name des Versmaßes geht auf Snorri Sturluson zurück.

## Aufbau
Beim Ljóðaháttr wechselt sich immer eine Langzeile mit einer Vollzeile (eine zäsurlose Zeile die in sich stabt) ab.
| Ár skal rísa, sá er annars vill fé eða fjör hafa; sjaldan liggjandi ulfr lær of getr né sofandi maðr sigr. Hávamál, 58 | Anvers, Langzeile 1 Abvers Vollzeile 1 Anvers, Langzeile 2 Abvers Vollzeile 2 Gliederung |  | Früh soll aufstehen wer des andern Gut oder Leben haben will selten erringt ein liegender Wolf den Schinken und ein schlafender Mann den Sieg Übersetzung (Arnulf Krause) |  |

Die Stabsetzungsregeln unterscheiden sich nicht von denen einer germanischen Langzeile oder Fornyrðislagstrophe. In jeder Langzeile werden vier Hebungen untergebracht, zwei bis drei davon müssen staben. Die Vollzeilen werden nicht durch eine Zäsur unterbrochen und tragen zwei Hebungen und zwei Stäbe.
Der Ljóðaháttr ist jedoch ein Versmaß mit häufig vorkommenden Ausnahmen. Diese werden durch den Einfluss von älteren Sprichwörtern und Merkdichtungen erklärt, die sich später nicht vollständig in die recht strenge Versform überführen ließen. Ein solches Sprichwort ist auch in das althochdeutsche Hildebrandslied eingearbeitet und es ist wohl kein Zufall, dass es wie eine Ljóðaháttrhalbstrophe aussieht.
| mit geru scal man | geba infahan ort widar orte | Mit dem Speer soll man | eine Gabe empfangen Spitze gegen Spitze |  |

Es kann in einem Ljóðaháttrstrophe durchaus vorkommen, dass ein eingearbeitetes Sprichwort oder ein Merksatz die Versstruktur vollkommen durcheinanderbringt. Dann finden sich beispielsweise zusätzliche Stäbe in Abversen oder Vollzeilen oder es werden Substantive (die einen Stab verlangen) einem schwächeren Satzglied vorangestellt ohne selbst zu staben.

## Verwendung
Der Ljóðaháttr ist besonders charakteristisch für Teile der Lieder-Edda. Dort wird er vor allem in Liedern verwendet, in denen Wissen einprägsam vermittelt werden soll. Die Spruchsammlung Hávamál ist fast durchgängig im Ljóðaháttr. Weiterhin wird er in den Götterliedern Grímnismál, Vafþrúðnismál, Skírnismál, Hárbarðslióð, Alvíssmál und in den Heldenliedern Reginsmál, Fáfnismál und Sigrdrífumál verwendet. Man findet ihn immer dort, wo Charaktere miteinander reden. Für Erzählungen wird das Fornyrðislag verwendet.
In der skaldischen Dichtung tritt der Ljóðaháttr selten auf. Wir finden ihn beispielsweise in einigen Strophen der Eiríksmál und Hákonarmál, beides Werke von überschaubarer Länge.
Es wurden auch einige Runeninschriften im Ljóðaháttr gefunden. In Ansätzen lässt er sich schon in sehr frühen Inschriften erkennen (Stein von Tune, Brakteat von Tjurkö). Für die Wikingerzeit ist er in mehreren Inschriften bezeugt und selbst um 1250 findet sich noch auf einem der Bergener Holzstäbchen ein kleiner Liebesvers (Bryggen, B 265):
| Sæll ek þá þóttumk | er vit sáttumk í hjá ok komat okkar maðr á meðal | Glücklich schien ich mir da, | als wir beide zusammensaßen und niemand zwischen uns kam |  |